# Storgökbi
Storgökbi, Nomada sexfasciata, är ett bi i släktet gökbin.

## Beskrivning
Arten är övervägande svart med spetsigt huvud som har orangefärgade antenner. På skutellen (mellankroppens bakersta del) har arten gula fläckar, medan benen är färgade i rött och gult, ofta med svarta markeringar på låren. På bakkroppen har de tre första tergiterna gula fläckar, medan de följande tergiterna har breda, gula band. Som det svenska namnet antyder är arten stor för att vara ett gökbi, 12 till 14 mm.

## Ekologi
Storgökbiet är en boparasit på stora långhornsbin (Eucera), vars bon grävs ut i solvärmda sluttningar. Gökbihonan lägger sina ägg i värdartens bo, ett i varje larvcell. Den resulterande larven dödar värdägget eller -larven och lever därefter av den insamlade näringen. Bland värdarterna märks långhornsbi (Eucera longicornis), Eucera nigrescens och Eucera interrupta. Arten förekommer i samma habitat som sina värdarter, det vill säga framför allt torra ängsmarker med tillgång till soliga södersluttningar och skogsbryn, men även sandmarker som bland annat dyner. Den kan även påträffas på dikesrenar, flodstränder och klippkuster. Flygtiden på kontinenten är från slutet av april till juli, sällan så sent som augusti. Längre norrut (Storbritannien) börjar den flyga ungefär en månad senare.

## Utbredning
I Europa förekommer arten främst i de mellersta, södra och östra delarna. Vidare förekommer den i Nordafrika, Turkiet, och österut genom Asien till Iran och Kazakstan. I norra delen av sitt utbredningsområde har den gått tillbaka kraftigt; i Storbritannien är den nästan helt försvunnen och finns nu bara i ett litet kustområde i södra Devon.
I Sverige har arten inte setts till sedan 1800-talet (senast i Lund 1883). Förutom i Skåne har den även observerats i Västergötland och Östergötland. I Sverige är den därför rödlistad som nationellt utdöd ("RE"). Ett skäl till minskningen misstänker man är att det moderna jordbruket inte längre odlar upp de torra, kuperade marker som varit artens vanligaste habitat; eftersom värdarterna, långhornsbina, inte minskat i motsvarande grad kan detta inte vara den enda förklaringen, och man tror därför att även klimatförändringar kan spela en roll.
Från Finland finns inga observationer av arten.